# Julius Foss
Julius Christian Foss, född 21 april 1879 i Dragør, död 26 juni 1953, var en dansk organist. 
Foss studerade vid Det Kongelige Danske Musikkonservatorium och var därefter organist och kantor vid Sundby Kirke i Köpenhamn. Han var redaktör för Dansk Organistforenings medlemstidning 1904–05 och musikanmälare vid Kristeligt Dagblad från 1919. Han stiftade 1918 föreningen Dansk Mensuralkantori, var sekreterare i Musikpædagogisk Forening och assistent vid Musikhistorisk Museum. Han utgav Organist- og Kantorembederne i Danmark (1906, ny upplaga 1916), Kortfattet Vejledning i Musikteori (1908) och Klassiske Sange til Skolebrug (1924–26).